# Noord-Afrikamedaille
De Noord-Afrikamedaille (Frans: Médaille d'Afrique du nord) is een Franse campagnemedaille. Deze onderscheiding werd op 29 april 1997 door de toenmalige Franse president Jacques Chirac gesticht om Franse militairen en burgers te kunnen onderscheiden voor de opofferingen die zij zich tijdens de strijd in Noord-Afrika voor Frankrijk hebben getroost. De veteranen kregen destijds voor hun inzet in onder andere de bloedige Algerijnse Oorlog vaak niet meer dan een oorkonde. Voor hun bijdrage aan de strijd in Noord-Afrika voelden veel Fransen zich daarmee onvoldoende beloond. Zij hadden immers onder zeer zware omstandigheden in de woestijn of in vijandige steden moeten vechten tegen de inheemse guerrilla's die geen middelen schuwden om de Fransen te verjagen.
Het initiatief voor het stichten van en draagbaar eerbewijs kwam van de Franse Minister van Oud-Strijders en oorlogsslachtoffers Pierre Pasquini. De veteranen van de oorlogen in Noord-Afrika hadden al lange tijd bij parlement en regering aangedrongen op het instellen van een passend eerbewijs. 
Het bezit van de Noord-Afrikamedaille bracht bepaalde privileges met zich mee, zoals belastingfaciliteiten bij de pensioenopbouw, de "titre de reconnaissance de la Nation" en het recht om in een met de Franse driekleur gedrapeerde kist begraven te worden. 
Om voor de medaille in aanmerking te komen moest men een bepaalde periode in Afrika hebben gediend. Het decreet van 29 april 1997 stelde deze termijnen:
- Dienst in Algerije tussen 31 oktober 1954 en 2 juli 1962;
- Dienst in Marokko tussen 31 juni 1953 en 1 maart 1956;
- Dienst in Tunesië tussen 1 januari 1952 en 19 maart 1956.

Voor gewonden, zieken en wegens moed gedecoreerden werd een uitzondering gemaakt. 
Niet alle veteranen van de strijd in Noord-Afrika kwamen zo in aanmerking voor de nieuwe Noord-Afrikamedaille en daarom werd de onvrede in de kringen van veteranen met de komst van de nieuwe onderscheiding niet weggenomen. De Noord-Afrikamedaille werd daarom al na vijf jaar, op 12 april 2002, door de Dankbetuigingsmedaille van de Franse Natie vervangen. De Noord-Afrikamedaille werd sindsdien niet meer uitgereikt. De medaille werd niet afgeschaft en men mag de medaille desgewenst nog steeds dragen,
Niemand had het recht om de medaille te dragen wanneer hij werd veroordeeld tot een gevangenisstraf van meer dan een jaar. 

## De medaille
De door de Munt in Parijs vervaardigde bronzen onderscheiding heeft een diameter van 34 millimeter. Op de voorzijde van de medaille is een dadelkruis met op de voorzijde de tekst "RÉPUBLIQUE FRANÇAISE" afgebeeld. Het dadelkruis, een Arabisch symbool, was het versiersel van een van de in 1963 afgeschafte Ministeriële orden van Frankrijk, de Orde van Verdienste voor de Sahara. Op de keerzijde staat een takje eikenloof afgebeeld met daarboven de aanduiding "MÉDAILLE D'AFRIQUE DU NORD".
Het kruis wordt aan een zandkleurig lint met blauwe chevrons op de linkerborst gedragen.

## Protocol

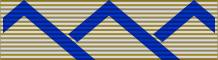
De voorgeschreven baton

Wanneer men op uniformen geen modelversierselen draagt is een kleine rechthoekige baton in de met drie chevrons voorgeschreven. De medaille wordt ook als miniatuur gedragen op bijvoorbeeld een rokkostuum.